# Мадикери
Мадикери (англ. Madikeri), прежнее название — Меркара (Merkara), — город в индийском штате Карнатака. Административный центр округа Кодагу. Средняя высота над уровнем моря — 1061 метр. По данным всеиндийской переписи 2001 года, в городе проживало 32 286 человек, из которых мужчины составляли 51 %, женщины — соответственно 49 %. Уровень грамотности взрослого населения составлял 81 % (при общеиндийском показателе 59,5 %). Уровень грамотности среди мужчин составлял 83 %, среди женщин — 79 %. 11 % населения было моложе 6 лет.